# Deklaracja filadelfijska
Deklaracja filadelfijska – dokument przyjęty 10 maja 1944 podczas 26. sesji Konferencji Ogólnej Międzynarodowej Organizacji Pracy w Filadelfii (stąd nazwa); w 1946 stał się, jako załącznik, częścią Konstytucji Międzynarodowej Organizacji Pracy.
Tekst Deklaracji filadelfijskiej składa się z 5 rozdziałów dotyczących celów i zadań MOP, które mają wywierać wpływ na politykę państw członkowskich.
I część zawiera podstawowy dekalog MOP, podkreślając 4 gruntowne zasady, a mianowicie:
1. praca nie jest towarem
2. wolność słowa i stowarzyszania się jest kluczowa dla trwałego postępu
3. bieda gdziekolwiek stanowi zagrożenie dla dobrobytu wszędzie
4. walkę przeciw niedostatkowi powinien podjąć każdy kraj, najlepiej przy współpracy z innymi.

II część jest swoistą deklaracją założeń tworzących statut Międzynarodowej Organizacji Pracy. W części tej podkreśla się prawo do dobrobytu i rozwoju duchowego bez względu na rasę, wyznanie czy płeć, przy czym dążenie do zachowania tego prawa powinno stać u podstaw polityki krajowej i międzynarodowej.
III część zawiera kwestie z zakresu prawa pracy, a w szczególności: zobowiązanie popierania pełnego zatrudnienia,  podniesienia standardów pracy i życia, migracji zarobkowej, postępu technicznego, zabezpieczenia społecznego, ochrony życia i zdrowia, zamienności pokoleń, równego dostępu do edukacji i kultury.
IV część zakłada współpracę z innymi organizacjami i instytucjami, których działania są sprzeczne z założeniami MOP, w celu osiągnięcia wyznaczonych zadań.
V część propaguje urzeczywistnianie zasad MOP przez wszystkie narody świata, z uwzględnieniem możliwości warunkowanych przez rozwój społeczny i gospodarczy.